# پاول هودز
پاوِل دانیلوویچ هودْز (به اوکراینی: Ґудзь Павло Данилович) (۲۸ سپتامبر ۱۹۱۹ – ۵ مه ۲۰۰۸) نظامی بلندپایه اوکراینی در دوره شوروی بود که در جریان جنگ جهانی دوم در ارتش سرخ خدمت کرد.

## خدمت
پاول هودز سال ۱۹۱۹ در خانواده‌ای دهقان در منطقه کامیانتس-پودیلسکی در اوکراین زاده شد. در دوران کودکی پدرش را از دست داد. دوران دبیرستان را به اتمام رساند و وارد دانشکده فنی شد. به حزب کمونیست شوروی پیوست و داوطلب خدمت در ارتش سرخ شد.
ماه اوت سال ۱۹۳۹ به دانشکده تانک سنگین ساراتوف رفت و ۲۲ ماه دوره آموزشی با تانک تی-۳۵ و سپس کی‌وی-۱ گذراند. ماه ژوئن سال ۱۹۴۱ فارغ‌التحصیل شد و به عنوان فرمانده دسته در گردان ۱ هنگ ۶۳ تانک در سپاه ۴ مکانیزه در منطقه نظامی کی‌یف قرار گرفت. با آغاز تهاجم آلمان به شوروی در جریان جنگ جهانی دوم، گردان او در نبرد زرهی دوبنو که تعداد زیادی تانک کی‌وی-۱ از دست رفت، حضور نداشت اما در عملیات‌های تاخیرآفرین در پیشروی آلمانی‌ها در جنوب کی‌یف در ماه ژوئیه سال ۱۹۴۱ مشارکت کرد. هودز با خوش‌سانسی در محاصره کی‌یف نیز گرفتار نشد. گردان او ماه اوت منحل شد و افراد باقیمانده از آن برای تشکیل یگان‌های تانک سنگین جدید به مسکو فرستاده شدند. ستوان دوم هودز به گردان مستقل ۸۹ تانک تعلق گرفت و پس از شرکت در رژه انقلاب اکتبر ۱۹۴۱، برای تقویت ارتش شانزدهم شوروی در وولوکولامسک عازم شد. در رزم یک‌ماهه برای جلوگیری از پیشروی آلمانی‌ها به سمت مسکو، این گردان تمامی تانک‌های خود جز ۲ دستگاه کی‌وی-۱ را از دست داد. در جریان ضد حمله زمستانه ارتش سرخ از اوایل ماه دسامبر، هودز یکی از این دو تانک را فرماندهی کرد. با همان یک تانک خود به روستایی تحت سلطه آلمانی‌ها حمله برد. در رزم سه‌ساعته ۲۹ گلوله ضدزره به تانک او اصابت کرد اما نتوانست در آن رخنه کند؛ درحالی‌که او چهار توپ ضدتانک دشمن را منهدم نمود. به جهت تقدیر از این عملکرد، نشان لنین به او اعطا و مدتی بعد با ترفیع به درجه سروان، نایب فرمانده گردان خود شد. شش ماه آینده درگیر نبردهای متعدد در ناحیه ویازما بود.
ماه ژوئیه سال ۱۹۴۲ به فرماندهی گردان ۵۷۴ تانک از تیپ ۲۱۲ تانک در جبهه دُن منصوب شد. تا ماه نوامبر به درجه سرگرد ترفیع گرفت و در جریان عملیات اورانوس هنگ ۸ تانک سنگین محافظ را فرماندهی کرد. هودز در پاکسازی محاصره ناحیه استالینگراد به شدت مجروح شد. بازگشت او به خط مقدم تا ماه مه سال ۱۹۴۲ به طول انجامید. در این زمان نایب فرمانده هنگ ۵ تانک سنگین محافظ شد. در جریان پیشروی در اوکراین، پس از نبرد کورسک، به درجه سرهنگ دوم ترفیع گرفت. تانک او در زاپوروژه توسط دشمن منهدم شد و هودز یکی از دستان خود را از دست داد. مدت کوتاهی ماه آوریل سال ۱۹۴۴ به هنگ خود که به تانک‌های سنگین آی‌اس-۱ تجهیز می‌شد، بازگشت اما مشکلات سلامتی سبب شد به ستاد دانشکده نیروهای زرهی در مسکو فرستاده شود.
پس از جنگ، چهل سال را در همان دانشکده نیروهای زرهی بود و در مدارج آکادمیک ترقی کرد. تحصیلات علمی خود را تکمیل نمود و نقش مهمی در شکل‌دهی به دکترین زرهی شوروی در دوره جنگ سرد داشت. از این جمله در توسعه خودروی رزمی پیاده‌نظام بی‌ام‌پی شریک بود. هودز همچنین به متخصص تسلیحات هسته‌ای بدل شد و در نخستین آزمایش‌های اتمی سطحی ارتش سرخ در سال ۱۹۵۴ مشارکت داشت. او پس از ۵۰ سال خدمت سال ۱۹۸۹ با درجه سپهبد نیروهای زرهی بازنشسته شد. سپهبد پاول هودز در نهایت ماه مه سال ۲۰۰۸ در مسکو درگذشت.